# Моана (мультфильм)
«Моана» (англ. Moana) — американский компьютерно-анимационный музыкальный фэнтезийно-приключенческий фильм 2016 года, снятый студией Walt Disney Animation Studios (её 56-й мультфильм) и выпущенный студией Walt Disney Pictures. Режиссёрами выступили Джон Маскер и Рон Клементс, со-режиссёрами Крис Уильямс и Дон Холл, продюсером — Оснат Шурер, по сценарию, написанному Джаредом Бушем и сюжету, написанному Клементсом, Маскером, Уильямсом, Холлом, Памелой Рибон, а также командой сценаристов Аарона и Джордана Кенделлов.
Моану озвучила Аулии Кравальо, также роли озвучивали Дуэйн Джонсон, Рэйчел Хаус, Темуэра Моррисон, Джемейн Клемент, Николь Шерзингер и Алан Тьюдик. В нём представлены оригинальные песни, написанные Лин-Мануэлем Мирандой, Опетаей Фоа’и и Марком Манчиной, а также оркестровая музыка, также написанная Манчиной. Действие происходит в древней Полинезии и рассказывает историю Моаны, волевой дочери вождя прибрежной деревни, которая выбрана самим океаном, чтобы воссоединить мистическую реликвию с богиней Те Фити. Когда отравление наносит удар по её острову, Моана отправляется в поиски Мауи, легендарного полубога, в надежде вернуть реликвию Те Фити и спасти свой народ. Сюжет оригинален, но черпает вдохновение из полинезийских мифов.
Премьера мультфильма состоялась 14 ноября 2016 года во время AFI Fest в театре «Эль-Капитан» в Лос-Анджелесе. Мультфильм получил положительные отзывы от критиков, которые высоко оценили его анимацию, музыку и вокальные выступления. Фильм заработал более 687 миллионов долларов по всему миру. Наряду со «Зверополисом», это был первый раз с 2002 года, когда Walt Disney Animation Studios выпустила два мультфильма в том же году, после «Лило и Стича» и «Планеты сокровищ». На 89-й церемонии вручения премии «Оскар» фильм получил две номинации на лучший анимационный полнометражный фильм и лучшую песню к фильму («How Far I’ll Go»).
В ноябре 2024 года вышло продолжение «Моана 2». К выходу также готовится игровой ремейк, выход которого запланирован на 10 июля 2026 года. Джонсон повторяет свою роль в обеих картинах.

## Сюжет
В самом начале был только Океан, пока не появилась мать островов — богиня жизни Те Фити. С помощью своего Сердца она сотворила острова с флорой и фауной. Но потом некоторые стали искать Сердце Те Фити. И однажды полубог Мауи украл его, и сразу после этого остров Те Фити стал разрушаться. При побеге с острова Мауи сталкивается с демоном земли и огня Те Ка, она тоже хочет завладеть Сердцем. Мауи вступает с ней в схватку и терпит поражение: Сердце Те Фити и Волшебный крюк Мауи, который позволял полубогу превращаться в животных, были затеряны в море. А в это время в природе начались перемены: тьма опустилась на землю…
На острове Мотунуи проживает племя, имеющее все ресурсы в достатке. Оно не интересуется тем, что происходит вне острова, и не заплывает за риф, окружающий его. Однако урожаи медленно уменьшаются, а рыба исчезает из лагун. Однажды старая Тала рассказывает детям легенду о том, что в древности среди океана богиня жизни Те Фити магической силой своего сердца создала острова и сама стала одним из них. Полубог воды и ветра Мауи решил завладеть сердцем Те Фити, которое в виде зелёного камня лежало в глубинах острова. Ему удалось похитить камень, но в борьбе с демоном лавы Те Ка он был утерян, а мир стал чахнуть. Но когда кто-то найдёт сердце Те Фити, то вернёт его на место и восстановит порядок.
Девочка Моана случайно замечает, как океан расступается вокруг неё, приводя к сердцу Те Фити. Её родители, вождь Туи и его жена Сина, надеются, что Моана станет следующим вождём, поэтому обучают её, как заботиться о племени. Взрослея, Моана помогает отцу и обнаруживает, что фруктовые и кокосовые деревья болеют, а рыба покидает воды вокруг острова. Моана предлагает рыбачить дальше, за рифом, но отец резко отказывает ей. Сина рассказывает Моане, что когда-то её отец сам заплыл за риф, но попал в шторм, в котором погиб его лучший друг. Девушка решается самостоятельно уплыть дальше, но едва не тонет. Тала, видя в смелой Моане будущее племени, показывает тайную пещеру, где спрятаны лодки-катамараны для дальних путешествий. Ударив в волшебный барабан, Моана наблюдает видения прошлого, когда её племя было народом мореплавателей, которые исследовали океан в поисках неизвестных земель. Но когда из-за Мауи проснулась Те Ка, лодки стали исчезать в океане, и люди решили не покидать Мотунуи. Тала советует Моане уплыть на поиски Мауи, чтобы он вернул сердце Те Фити на место.
Вскоре острову начинает грозить голод, а Тала умирает, поэтому Моана забирает из пещеры одно каноэ и отплывает с острова. Среди океана она обнаруживает, что на каноэ оказался петух-бентамка Хей-Хей. Моана попадает в шторм, и её выносит на остров, где обитает Мауи. Тот оказывается самовлюблённым крепким мужчиной, который уверен, что является героем для всех людей. Мауи рассказывает, как поднял небо и острова, похитил для людей огонь, изобрёл паруса и много других полезных вещей, а главное — похитил для людей сердце Те Фити, чтобы они имели власть над жизнью. Затем он запирает Моану в пещере и пытается уплыть на её лодке с острова, где жил тысячу лет. Моане удаётся выбраться из пещеры и догнать лодку, Мауи несколько раз выбрасывает её из лодки в воду, но сила океана каждый раз возвращает Моану обратно на палубу. Неожиданно нападают пираты (живые кокосы), в ходе преследования ими лодки Хей-Хей глотает сердце Те Фити. Пираты похищают петуха, но Моана освобождает его и убегает с Мауи в океан.
Девушка убеждает полубога, что он станет для всех героем, если вернёт камень на место. Тот неохотно соглашается, однако ему нужен его Волшебный крюк. Мауи учит девушку обращаться с парусом и ориентироваться по звёздам. Он направляет Моану к острову, где живёт Таматоа — огромный краб, который завладел его крюком. Пока Мауи пытается забрать крюк, Моана отвлекает внимание чудовища. Ей удаётся обмануть краба, используя его страсть к драгоценностям: она подсунула ему фальшивку сердца Те Фити, сделанную из ракушки, смазанной люминесцентными водорослями. Герои похищают крюк и сбегают.
Мауи признаёт, что не справился бы без Моаны. Но крюк почему-то не работает так, как должен. Моана замечает на спине полубога татуировки и понимает, что они описывают историю, связанную с этой проблемой. Мауи рассказывает, как родители выбросили его в море, но он был спасён богами и получил крюк от них в подарок. С тех пор Мауи делал все, чтобы заслужить любовь родителей и людей, даже похитил сердце Те Фити. Моана размышляет над тем, что не боги выбрали его принести блага людям, а он сам сделал это. Эти слова возвращают Мауи веру в свои силы, и он снова обретает способность превращаться в животных.
Лодка с Моаной и Мауи приближается к острову, где живёт демон Те Ка. В бою с ней крюк Мауи трескается, и полубог теряет веру в свои силы, считая, что ничего не может без этого артефакта. Он покидает лодку, решив, что затея вернуть Сердце была неудачной и океан ошибся в выборе проводника. Моана призывает океан выбрать кого-то другого спасти Мотунуи вместо неё. Появляется дух Талы и вдохновляет Моану продолжить дело, ведь она — будущий вождь и уже зашла так далеко. Моана находит путь через владение Те Ка. Увидев её храбрость, Мауи приходит на помощь и задерживает демона. Моана же добирается до острова, которым стала Те Фити, но не находит её там. Девушка догадывается: Те Ка и есть Те Фити (только потерявшая себя вместе с Сердцем). Она отдаёт камень демону, и Те Ка остывает, превращаясь в богиню жизни.
Те Фити восстанавливает крюк Мауи, а для Моаны создаёт новую лодку. Моана отправляется домой, на Мотунуи возвращается достаток. Туи возрождает мореходство, и племя отправляется на поиски новых островов на флоте во главе с Моаной.
В сцене после титров Таматоа, лёжа на спине, обращается к аудитории, прося помощи.

## Персонажи
- Моана Ваялики — главная героиня мультфильма, 16-летняя дочь вождя Туи. С раннего детства любит океан и всё, что связано с ним. Была избрана им, для того, чтобы найти Мауи и заставить его вернуть сердце богини. Очень упорная, как и её отец. Имеет в виде питомца поросёнка Пуа. На многих языках Полинезии, в том числе на гавайском и маори, её имя означает «океан». Также, с детства способна разговаривать с океаном, который, как показано в мультфильме, её давний друг.
- Мауи — легендарный полубог, который утратил свои силы. Долгое время не воспринимал Моану всерьёз. Родился человеком и был выброшен родителями в океан, поскольку был им не нужен, и его подобрали боги, воспитавшие из него героя. Совершал подвиги ради того, чтобы завоевать благосклонность людей. Уверяет также, что и сердце он украл по просьбе людей. На его теле есть живые татуировки (в числе которых мини-Мауи), а ещё он пользуется волшебным рыболовным крюком, который был утерян во время похищения сердца (позднее его вернула Моана, отняв у Таматоа). В конце Те Ка ломает его крюк, но после превращения обратно в Те Фити возвращает его Мауи целым и невредимым.
- Вождь Туи — отец Моаны. Запрещает дочери покидать остров, поскольку опасается, что та попадёт в беду (в молодости он сам вместе с другом попытался заплыть за риф, но попал в шторм, в результате чего друг погиб). Несмотря на это, он вовсе не недооценивает дочку, а надеется, что та унаследует власть над племенем[7]. Носит на шее ожерелье из зубов животных — знак правителя[8].
- Сина — мать Моаны, которая всегда готова поддержать дочку и не сомневается в правильности её выбора, хотя, как и её муж, пытается уберечь Моану от опасностей, поджидающих её за рифом.
- Тала — бабушка Моаны по отцовской линии и её наставница, которая поддерживает в ней любовь к океану. В родной деревне слывёт деревенской сумасшедшей. Однако она мудрее, чем кажется на первый взгляд. Перед отплытием Моаны умирает, но является Моане позднее в виде ската манты. В образе Талы — случайно или умышленно — прослеживается некоторое внешнее сходство с Салоте Тупоу III, королевой полинезийского островного государства Тонга в 1918—1965 гг.
- Мини-Мауи — татуировка Мауи. Служит голосом его совести. Персонаж примечателен тем, что выполнен в технике классической рисованной анимации.
- Пуа — забавный поросёнок Моаны, похожий по поведению на щенка. Как видно по концепт-арту, изначально планировалось, что тот будет сопровождать Моану вместе с Мауи и Хей-Хеем, но в итоге было решено, что Пуа останется на острове. Имя «Пуа» происходит от слова «пуака» (в некоторых полинезийских языках этим словом называют свинью и свинину[9]).
- Хей-Хей — до смешного глупый петух-бентамка со смотрящими в разные стороны глазами. В первоначальном варианте сюжета был очень агрессивным и задиристым, и по приказу вождя Туи строго следил за Моаной. Такой персонаж не понравился творческой команде, и предполагалось, что он будет вырезан из окончательной версии. За 4 месяца до того, как планировалось начать рисовать мультфильм, Джон Лассетер велел создателям решить судьбу Хей-Хея. В итоге характер героя был полностью переписан, и вздорный петух превратился, по мнению одного из режиссёров мультфильма, в «возможно, самого глупого персонажа в истории диснеевской анимации». Спасение Хей-Хея создатели отметили жареной курицей[10].
- Таматоа — злобный 50-футовый краб (пальмовый вор) из Лалотаи, королевства чудовищ. Живёт в гигантской раковине на морском дне (по мнению художника Яна Гудинга, ракушка напоминает архитектуру Музея Соломона Гуггенхейма). Его панцирь покрыт множеством сокровищ, которыми краб крайне дорожит. Таматоа имеет свои счёты с Мауи, потому что претендует на волшебный крюк, который прекрасно смотрелся бы в коллекции драгоценностей, а также из-за того, что полубог лишил его одной ноги. Согласно Джемейну Клементу, прототипом Таматоа был не кто иной, как Дэвид Боуи[11]. Изначально планировалось, что он будет не крабом, а воином-великаном без головы из океанских мифов[12].
- Какамора — раса агрессивных маленьких существ, похожих на кокосы, или облачённых в кокосы, как в доспехи. Занимаются пиратством. По словам создателей, сцена с ними была вдохновлена фильмом «Безумный Макс: Дорога ярости». На ранних стадиях производства мультфильма Какамора были куда более комичны, но когда творческая команда решила повысить серьёзность происходящего, они превратились в настоящую угрозу для жизни Моаны.
- Те Ка — главная антагонистка мультфильма, озлобленная ипостась Те Фити, которая после потери своего сердца стала богиней огня и вулканов, древней соперницей Мауи. Как и полная её форма Те Фити, является воплощением земли, но в ином её аспекте. Пытается вернуть своё сердце, которое Мауи похитил тысячу лет назад. Когда Моана находит сердце Те Фити и отправляется в путешествие, чтобы вернуть его на законное место, Те Ка пытается заполучить сокровище[13].

## Роли озвучивали
| Персонаж        | Озвучивание                                       |
| --------------- | ------------------------------------------------- |
| Моана           | Аулии Кравальо Луиза Буш (Моана в детстве, вокал) |
| Мауи            | Дуэйн Джонсон                                     |
| Вождь Туи       | Темуэра Моррисон (речь) Кристофер Джексон (вокал) |
| Бабушка Тала    | Рэйчел Хаус                                       |
| Сина            | Николь Шерзингер                                  |
| Таматоа         | Джемейн Клемент                                   |
| Хей-Хей         | Алан Тьюдик                                       |
| рыбак           | Оскар Кайтли                                      |
| сельский житель | Трой Поламалу                                     |

## Производство
Сначала, после «Принцессы и лягушки», Маскер и Клементс планировали выпустить в 2014 году экранизацию книги «Мор, ученик Смерти», однако проблемы с авторскими правами этому помешали. После этого режиссёры решили выпускать только оригинальные проекты.
Первоначально «Моана» должна была стать первым полнометражным мультфильмом, сочетающим в себе традиционную и компьютерную анимацию (впервые эту технологию применили в короткометражном фильме Walt Disney «Paperman»), однако Маскер заявил, что ещё «слишком рано повсеместно применять гибридную технологию, так как не решено много производственных вопросов». И, согласно Variety, фильм будет выполнен в новом, красочном стиле CGI.
20 октября 2014 года Walt Disney объявил, что «Моана» выйдет в мировой прокат в конце 2016 года.

## Музыкальное сопровождение
Саундтрек
| №                   | Название                                                                                               | Длительность |
| ------------------- | --- | ------------ |
| 1.                  | «Tulou Tagaloa (Olivia Foa'i)»                                                                         | 0:51         |
| 2.                  | «An Innocent Warrior (Vai Mahina, Sulata Foai-Amiatu & Matthew Ineleo)»                                | 1:37         |
| 3.                  | «Where You Are (Christopher Jackson, Rachel House, Nicole Scherzinger, Auli'i Cravalho & Louise Bush)» | 3:30         |
| 4.                  | «How Far I’ll Go (Auli'i Cravalho)»                                                                    | 2:43         |
| 5.                  | «We Know the Way (Opetaia Foa'i & Lin-Manuel Miranda)»                                                 | 2:21         |
| 6.                  | «How Far I'll Go (Reprise) (Auli'i Cravalho)»                                                          | 1:27         |
| 7.                  | «You're Welcome (Dwayne ‘The Rock' Johnson)»                                                           | 2:43         |
| 8.                  | «Shiny (Jemaine Clement)»                                                                              | 3:05         |
| 9.                  | «Logo Te Pate (Olivia Foa'i, Opetaia Foa'i & Talaga Steve Sale)»                                       | 2:10         |
| 10.                 | «I Am Moana (Song of the Ancestors) (Rachel House & Auli'i Cravalho)»                                  | 2:42         |
| 11.                 | «Know Who You Are (Auli'i Cravalho, Vai Mahina, Olivia Foa'i, Opetaia Foa'i & Matthew Ineleo)»         | 1:12         |
| 12.                 | «We Know the Way (Finale) (Lin-Manuel Miranda & Opetaia Foa'i)»                                        | 1:09         |
| 13.                 | «How Far I'll Go (Alessia Cara Version) (Alessia Cara)»                                                | 2:55         |
| 14.                 | «You're Welcome (Jordan Fisher/Lin-Manuel Miranda Version)»                                            | 2:17         |
| 15.                 | «Prologue»                                                                                             | 2:25         |
| 16.                 | «He Was You»                                                                                           | 0:50         |
| 17.                 | «Village Crazy Lady»                                                                                   | 0:45         |
| 18.                 | «Cavern»                                                                                               | 2:05         |
| 19.                 | «The Ocean Chose You»                                                                                  | 1:17         |
| 20.                 | «The Hook»                                                                                             | 1:09         |
| 21.                 | «Untitled Track 21»                                                                                    | 2:00         |
| 22.                 | «Battle of Wills»                                                                                      | 3:10         |
| 23.                 | «Kakamora»                                                                                             | 4:33         |
| 24.                 | «Wayfinding»                                                                                           | 1:52         |
| 25.                 | «Climbing»                                                                                             | 0:54         |
| 26.                 | «Tamatoa's Lair»                                                                                       | 2:45         |
| 27.                 | «Great Escape»                                                                                         | 0:59         |
| 28.                 | «If I Were the Ocean»                                                                                  | 3:01         |
| 29.                 | «Te Ka Attacks»                                                                                        | 1:41         |
| 30.                 | «Maui Leaves»                                                                                          | 2:05         |
| 31.                 | «Heartache»                                                                                            | 0:39         |
| 32.                 | «Untitled Track 32»                                                                                    | 1:01         |
| 33.                 | «Sails to Te Fiti»                                                                                     | 5:46         |
| 34.                 | «Shiny Heart»                                                                                          | 0:36         |
| 35.                 | «Untitled Track 35»                                                                                    | 1:03         |
| 36.                 | «Hand of a God»                                                                                        | 0:30         |
| 37.                 | «Voyager Tagaloa»                                                                                      | 0:57         |
| 38.                 | «Toe Feiloa'i»                                                                                         | 1:25         |
| 39.                 | «Navigating Home»                                                                                      | 0:47         |
| 40.                 | «The Return to Voyaging»                                                                               | 1:01         |
| Общая длительность: | Общая длительность:                                                                                    | 75:58        |

## Прокат
Фильм вышел в прокат в Канаде и США 23 ноября 2016 года, в Исландии, России и Таиланде — 1 декабря 2016 года, в Индии, Мексике и ЮАР — 2 декабря 2016 года, в Германии, Италии и Новой Зеландии — 22 декабря 2016 года.

## Реакция
Ещё до выхода мультфильма был высказан ряд негативных отзывов от полинезийцев, касающихся излишнего веса персонажа Мауи.

## Наследие
Благодаря успеху фильма Моана была официально добавлена во франшизу Диснеевских принцесс и стала 12-й дополнением к составу.

## Будущее

### Продолжение
Режиссёром и сценаристом продолжения, «Моана 2», выступил Дэйв Г. Деррик-младший. Премьера состоится 27 ноября 2024 года. 16-секундный первый просмотр фильма был выпущен в феврале 2024 года. Проект был первоначально анонсирован в декабре 2020 года в качестве сериала для Disney+, прежде чем был переделан в полнометражный мультфильм.

### Ремейк
В апреле 2023 года The Hollywood Reporter сообщил, что Walt Disney Pictures разрабатывает ремейк «Моаны», который будет спродюсирован Джонсоном, Дэни Гарсией и Хирамом Гарсией под руководством их продюсерской компании Seven Bucks Productions, и Бо Флинном из Flynn Pictures Co., исполнительным продюсером выступят Аулии Кравальо и Скотт Шелдон, сценарий напишет Джаред Буш, а Джонсон повторит свою роль Мауи. Джонсон заметил: «Эта история — моя культура, и эта история символизирует благодать нашего народа и силу воина. Я с гордостью ношу эту культуру на своей коже и в своей душе, и эта уникальная возможность воссоединиться с Мауи, вдохновлённая маной и духом моего покойного деда, высокого вождя Питера Майвии, очень глубока для меня. … Нет лучшего мира для нас, чтобы почтить историю нашего народа, нашу страсть и нашу цель, чем через мир музыки и танца, который лежит в основе того, кто мы есть как полинезийский народ». Шон Бейли, президент по производству Disney Live Action, признал, что, хотя с момента выхода мультфильма прошло всего семь лет, празднование 100-летия Disney способствовало решению снять ремейк так скоро.
Томас Кайл станет режиссёром фильма, а Кравальо не повторит свою роль Моаны. Первоначально выход фильма в США был запланирован на 27 июня 2025 года, но был отложен до 10 июля 2026 года из-за выхода «Моаны 2».